# Eunice misakiensis
Eunice misakiensis är en ringmaskart som först beskrevs av Michiya Miura 1987.  Eunice misakiensis ingår i släktet Eunice och familjen Eunicidae. Inga underarter finns listade i Catalogue of Life.